# پنگوی مجارستان
پنگوی مجارستان (به مجاری: pengő) یکای پول رایج از اوّل ژانویه ۱۹۲۷ تا ۳۱ ژوئیه ۱۹۴۶ بود که جایگزین کرون مجارستان شد. این یکای پولی در سال ۱۹۴۶ جای خود را به فورینت، واحد پولی فعلی این کشور داد.

## تاریخچه
پنگو که خود بعد از جنگ جهانی اول و به دلیل تورم بالا و بی‌ارزش شدن کرون جایگزین آن شده بود، به همان سرنوشت دچار شد. بعد از جنگ جهانی دوم به دلیل ابرتورمی که اقتصاد مجارستان را فراگرفته بود و تاکنون نیز در تاریخ سابقه نداشته، ارزش پنگو به شدّت پایین آمد. دولت مجارستان بسیار تلاش کرد تا از بی‌ارزش شدن پول این کشور جلوگیری کند؛ از جمله مالیات ۷۵ درصدی بستن بر سرمایه‌ها به جای درآمدها، امّا نه این راه حل و نه هیچ چیز دیگری جلودار حرکت توفنده و خارج از کنترل قیمت‌ها نبود. در این مقطع برای کم کردن دردسر مردم برای بیان مقدار پول بی‌ارزش از نام‌گذاری‌هایی از قبیل میل‌پنگو (برابر با یک میلیون پنگو) و بی-پنگو (برابر با یک تریلیون پنگو) استفاده می‌شد. در نهایت دولت به این نتیجه رسید که باید برای تثبیت و مهار تورم بار دیگر یکای پول خود را تغییر دهد. این کار همراه با معرفی فورینت به عنوان واحد پولی جدید و حذف ۲۹ صفر از واحد پولی قدیم انجام شد. بانک مرکزی مجارستان هر یک فورینت را برابر با ۴۰۰ اکتیلیون معادل ۴۰۰٬۰۰۰٬۰۰۰٬۰۰۰٬۰۰۰٬۰۰۰٬۰۰۰٬۰۰۰٬۰۰۰٬۰۰۰ ارزش‌گذاری کرد.
دورهٔ ابرتورم مجارستان حدود یک سال از سال ۱۹۴۵ تا ۱۹۴۶ به طول انجامید و منجر به بزرگ‌ترین بحران فقر شد که این کشور تا به حال به خود دیده است. در واقع، بالاترین نرخ تورم ماهانه در ژوئیه ۱۹۴۶ به ۴٫۱۹ × ۱۶^۱۰ درصد رسید، یعنی ۴۱٫۹ کوادریلیون درصد! در شدیدترین حالت، قیمت‌ها در مجارستان تقریباً هر ۱۵ ساعت دو برابر می‌شد.